# City of Wagga Wagga
City of Wagga Wagga är en region i Australien.   Den ligger i delstaten New South Wales, i den sydöstra delen av landet, 160 km väster om huvudstaden Canberra. Antalet invånare är 62 149.
Följande samhällen finns i City of Wagga Wagga:
- Wagga Wagga
- Lake Albert
- Alfredtown
- Forest Hill
- Springvale
- Borambola
- Mangoplah
- East Wagga Wagga
- Oura
- Euberta
- Gregadoo
- Currawarna
- Gumly Gumly
- Humula
- Kyeamba
- Ladysmith